# Monica Törnell
Monica Kristina Ingeborg Törnell (Trönö, 3 giugno 1954) è una cantante svedese.

## Biografia
Dopo aver vinto il Melodifestivalen del 1986 con la canzone È de' det här du kaller kärlek?, ha rappresentato la Svezia all'Eurovision Song Contest 1986 insieme a Lasse Holm, classificandosi al quinto posto.

## Discografia parziale
- 1972 - Ingica
- 1973 - Alrik
- 1975 - Don't Give a Damn
- 1977 - Bush Lady
- 1978 - Jag är som jag är...
- 1979 - Ingica Mångrind
- 1982 - Ängel
- 1984 - Mica
- 1984 - Fri
- 1986 - Big Mama
- 1986 - Förut ..., Monica Törnells bästa
- 1988 - Månfred
- 1989 - Vive la Mystique (V.I.P. VCD 5001)
- 1992 - Äppelkväll, Monica Törnell sings Lennart Hellsing
- 1996 - Monica Törnell - svenska popfavoriter